# Триголовий орел
Триголовий орел — міфічний птах, фантастична гербова фігура. Зображується у вигляді орла з трьома головами.

## У релігії

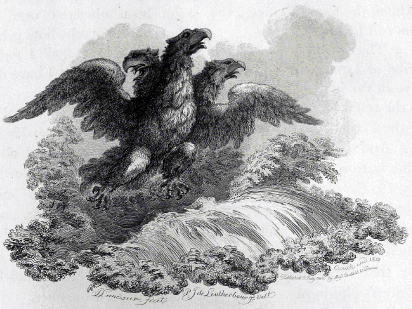
Триголовий орел з Третьої книги Ездри. Гравюра, 1815.

Триголовий орел згадується в апокрифічній Третій книзі Ездри (I ст. н. е.), де його побачив у сні первосвященик Ездра: «піднявся з моря орел, у якого було дванадцять крл пернатих і три голови». Пізніше подається тлумачення цього сну: «Орел, що виринає з моря, якого ти бачив, то є царство, показане у видінні Даниїлу, брату твоєму», «а те що ти бачив три голови, що покояться, це означає, що в останні дні царства Всевишній створить три царства і підкорить їм багато інших, і вони будуть правити над землею і жителями її з більшим гнітом, ніж всі попередні; тому вони і названі головами орла, бо вони і довершать беззаконня його і покладуть край йому»
У 1840—1860-х роках адвентисти сьомого дня визнавали Третю книгу Ездри і трактували значення триголового орла у рамках своєї релігії, але вже до кінця XIX століття, вони дійшли до висновку, що Третя книга Ездри не є продиктований Богом.

## У народних переказах
- У чеченській казці «Золоте листя» є негативний персонаж триголовий орел, який викрадає дівчат, а також золоте листя з мідного дерева. Щоб убити цього орла, потрібно спочатку убити трьох пташенят з його душею, які знаходяться у качці, а качка у зайці, а заєць всередині барана, який знаходиться за сімома горами і може з'їсти сіно, скошене шістдесятьма трьома косарями[5].
- В евенській казці «Тороганай» триголовий орел — друг богатиря Тороганая[6].
- В якутському героїчному епосі Ексекю — це багатоголовий орел (з двома чи трьома головами), в якого перетворюється богатир Таас Джаантаар Дара Буурай і шаманка Уот Чолбоодой[7].

## В геральдиці
Згідно з «Енциклопедією символів» Г. Бідермана, триголового орла як геральдичний символ вперше ввів німецький поет Рейнмар фон Цветер (1200—1248).

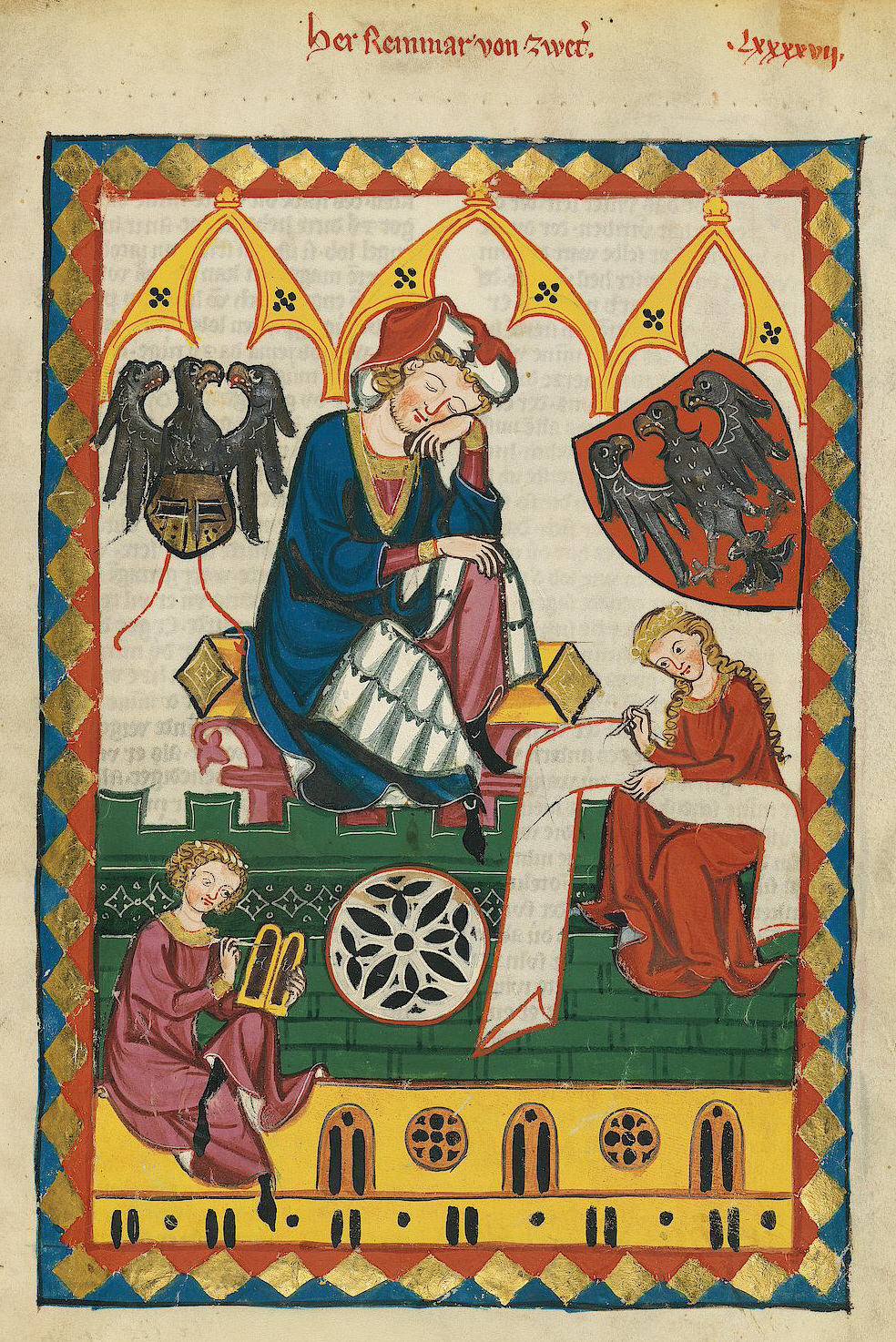
Зображення триголового орла з двома головами на кінцях крил використовував як герб німецький поет Рейнмар фон Цветер (1200—1248). Ілюстрація з Манеського кодекса (бл. 1300 р.).
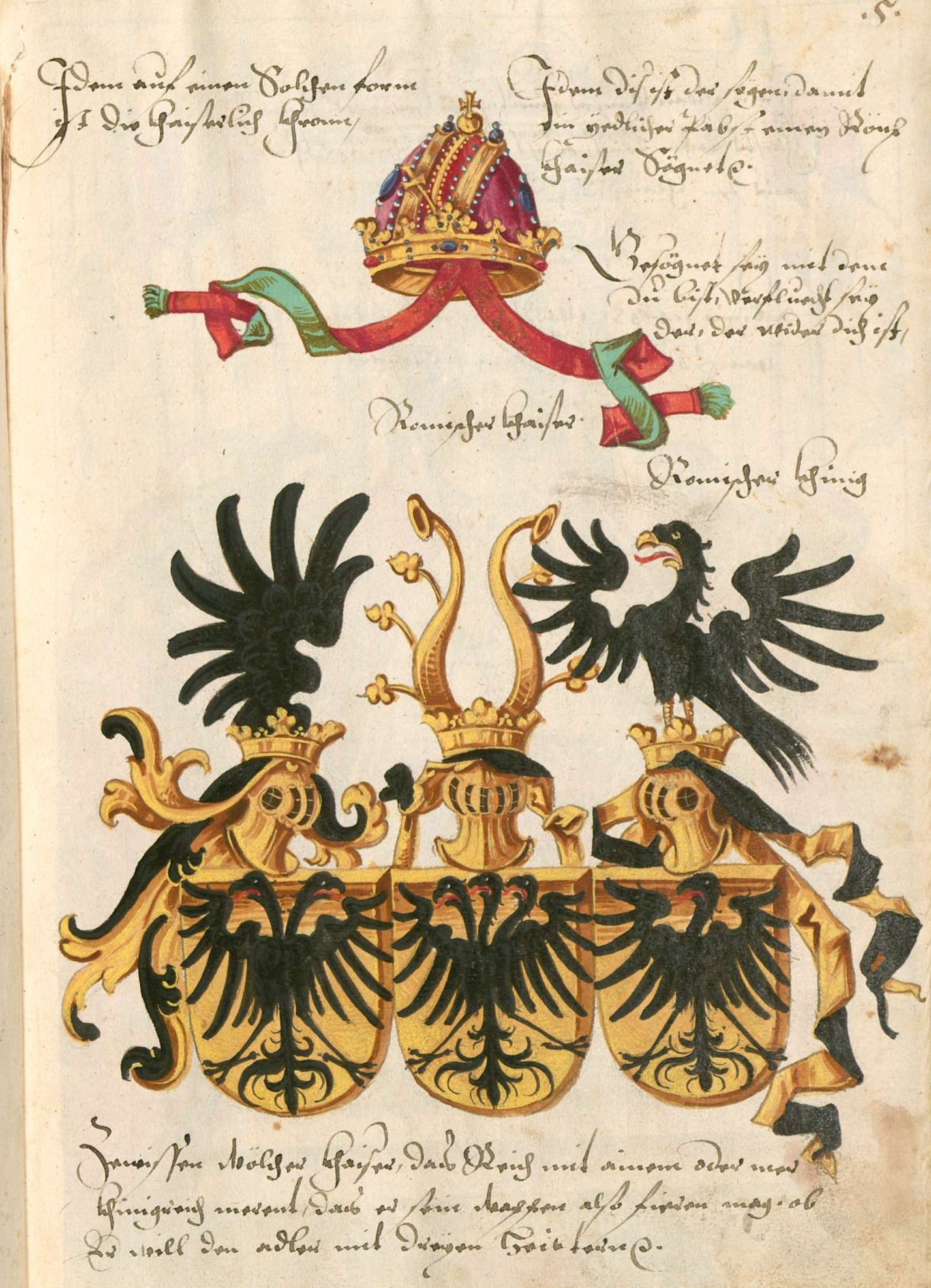
Герб для імператора Священної Римської імперії Фрідріха III, розроблений Конрадом Грюненбергом в 1483 році[1]. Одноголовий орел символізує Німеччину, двоголовий — Священну Римську імперію, а триголовий — Рим[2].
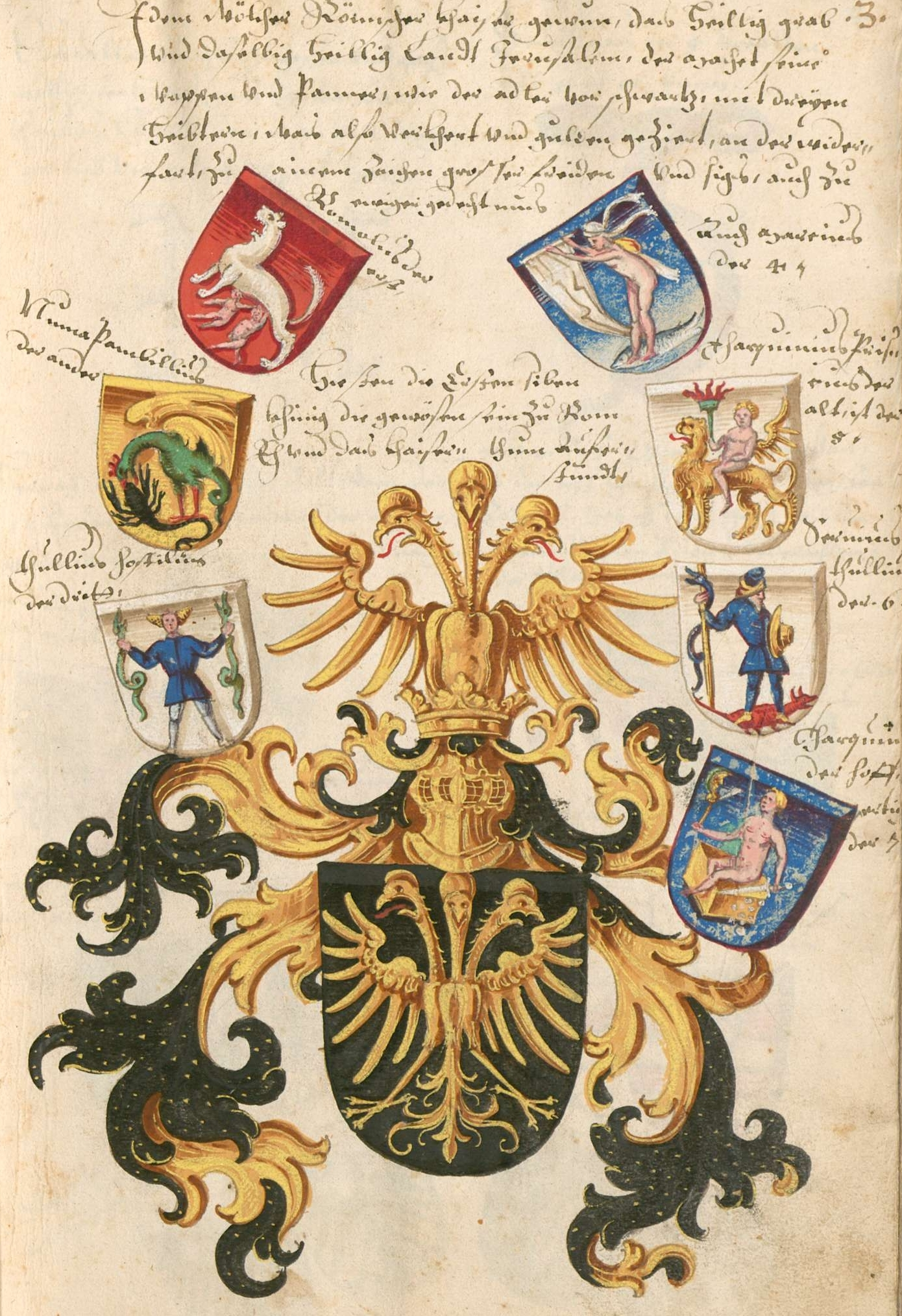
Другий герб з книги Конрада Грюненберга, 1483 рік[3]. Ймовірно[2], герб давніх римських царів.
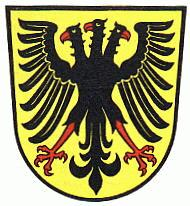
Герб (з 8 липня 1957 року по 1 січня 1973 року) німецького округа Вайблінген, що існував по 1973 рік. Орел символізував герцогство Швабія. Три голови символізували три колишні території, які було об'єднано в єдиний округ[4][5].
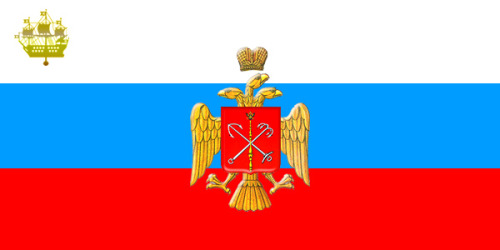
Проект прапору Санкт-Ленінграду з триголовим орлом. Орел символізував законодавчу, виконавчу і судову державну владу.

## В окультизмі
У манускрипті Соломона Трисмозина «Сяяння Сонця» («Splendor Solis», 1532—1535) на одній з ілюстрацій зображена триголовий птах.

Схожий птах зображений також в книзі Адреаса Лібавія «Алхімія» (1606 року). Вважається, що цей орел і він символізує таку  стихію як повітря.

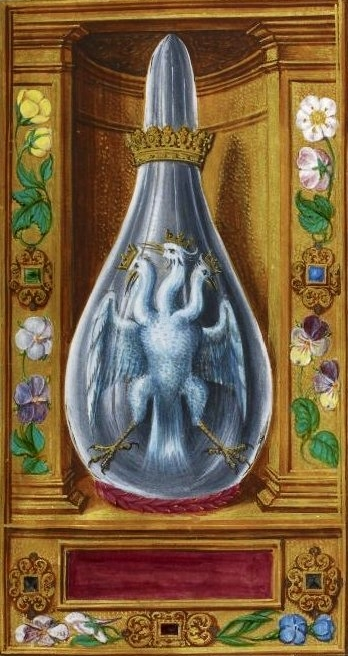
Триголовий птах в «Сяянні Сонця» Соломона Трісмозина 1532–1535 роки.
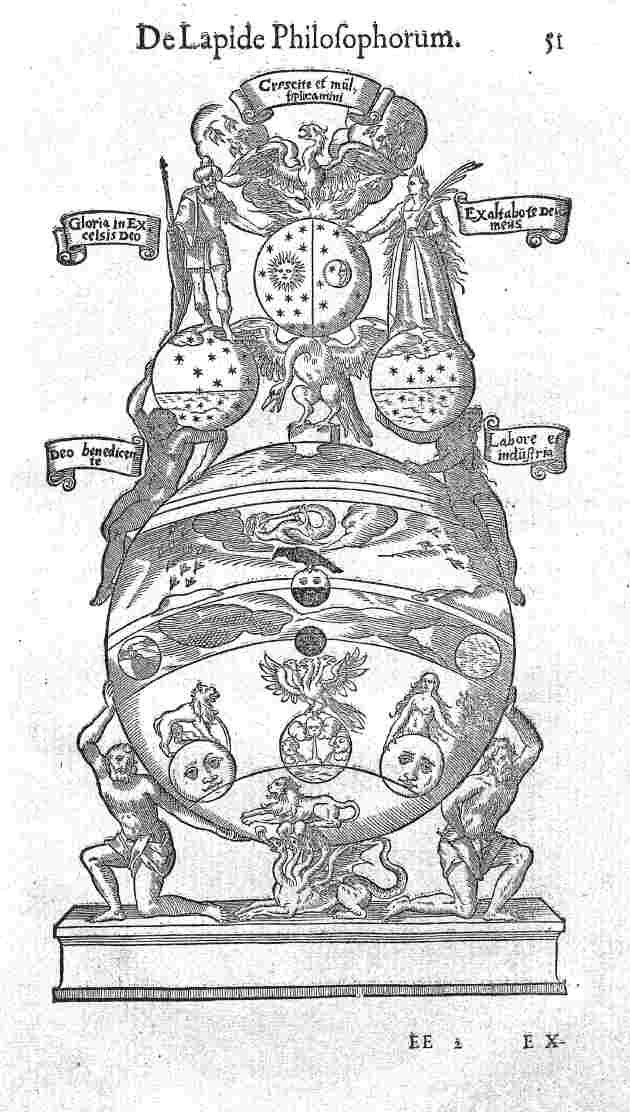
Зображення триголового птаха в книзі Адреаса Лібавія «Алхімія». 1606 рік.

## На історичних регаліях

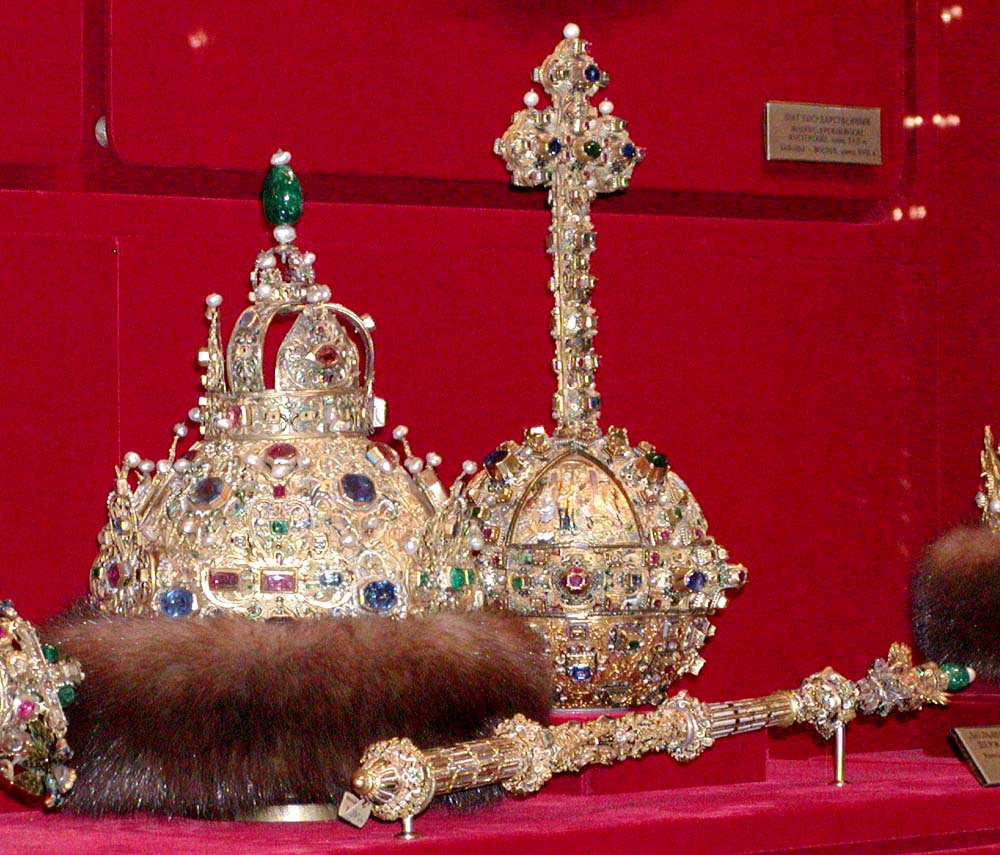
Скіпетр, держава и царська корона царя Михайла Федоровича. Збройова палата, 1627—1628 рр.

- Скіпетр «большого наряда» російського царя Михайла Федоровича прикрашав тристоронній орел з трьома головами.

## В архітектурі

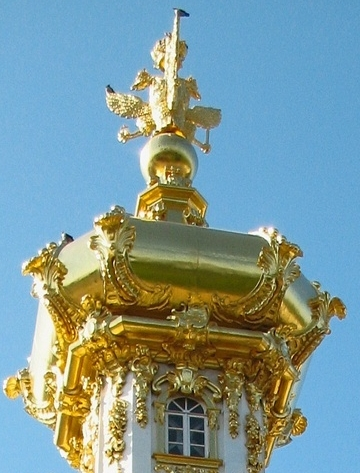
Триголовий орел на шпилі Гербового корпусу Великого Петергофського палацу. Вигляд знизу, так як тільки в цьому ракурсі видно три крила у птаха.

Коли скульптурне зображення двоголового орла закінчує якийсь високий шпиль і його  видно з різних сторін, зникає проблема, що в певних ракурсах цей орел може здаватися одноголовим. Для того, щоб цьому запобігти, такого орла іноді роблять триголовим, причому з трьома крилами. Голови орла розміщують під кутом у 120° один до одного, аналогічним чином розташовані і крила. У такому випадку при будь-якому ракурсі збоку орел здається глядачу двоголовим. Використання в архітектурі тристоронніх орлів призводить до виникнення проблеми, що у такого орла з'являється третя лапа і скульптору потрібно придумати, чим її зайняти (дві інші тримають скіпетр і державу). Приклади подібних орлів:

### Санкт-Петербург
- Башню Державного меморіального музею А. В. Суворова прикрашає триголовий орел[10]. В одній лапі орел тримає державу, а в двох інших по скіпетру[11].
- Вершины ростральних колон при в'їзді на Троїцький міст прикрашені триголовими орлами[12].
- Маленькі вежі Спаса на Крові прикрашають тристоронні орли[13].
- Декоративну бронзову огорожу навколо Олександрівської колони, виконаної по проекту Огюста Монферрана, прикрашають 12 триголових орлів, які у третій лапі тримають мечі[14].
- Телеграфну вежу Зимового палацу прикрашає триголовий орел. Скульптура орла була відтворено у 2014 році до ювілею Державного Ермітажу.

### Петергоф
- Шпиль Гербового корпусу Великого Петергофського палацу прикрашає триголовий орел.

### Умань
- В національному дендрологічному парці «Софіївка», що розміщений у північній частині міста Умань Черкаської області, установлений у 1856 році, гранітний обеліск. Вершину обеліску до революції 1917 року прикрашав позолочений триголовий орел, а напис указував, що він встановлений на честь відвідування парку Миколою І. Після революції обеліск і напис зникли, але у 1996 році до 200-річчя «Софіївки» триголовий орел був повернутий на обеліск.

### Вильнюс
Декоративні елементи на даху будівлі по Вільнюській вулиці. [Архівовано 13 вересня 2016 у Wayback Machine.]

## У літературі

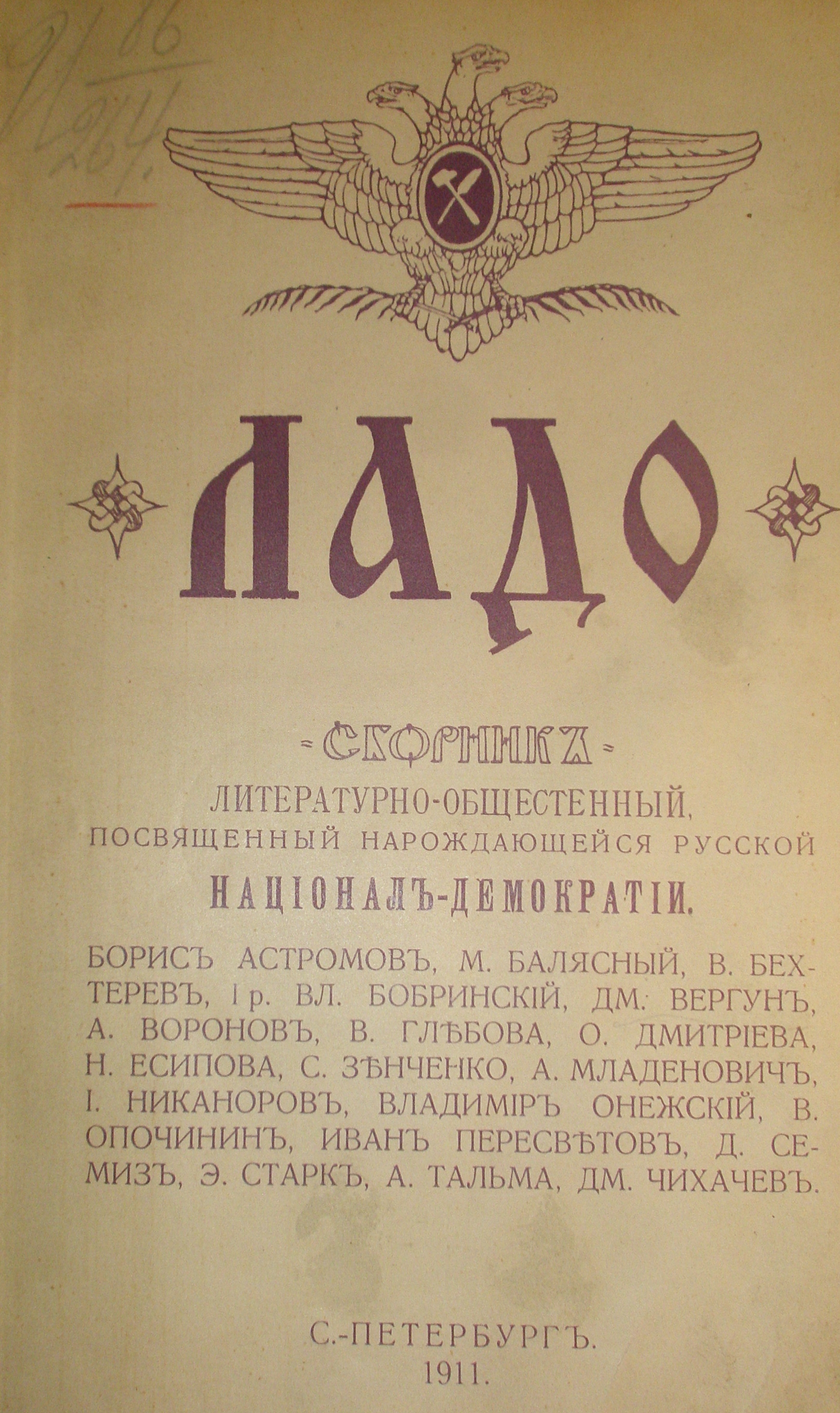
Триголовий орел на обгортці збірника «Ладо», 1911 рік.

- Триголовий орел був зображений на обкладинці націонал-демократичного літературно-громадського збірника «Ладо» (СПб, 1911). Збірник розпочинав вірш «Славянский орел» Д. Н. Вергуна, в якому пояснювалось, що такий орел символізує об'єднання «трьох рас». Середня голова — «слов'янська стежка», «східна» — «монгольська стежка» і «західна» — «варяжська хвиля»[15].
- У 1944 році у Великій Британії вийшла книга А. Ферріса «The Three-Headed Eagle. A foreview of the nations of Europe and their destiny according the prophet Esdras», у якій трактувалось майбутнє призначення країн Європи згідно Третій книзі Ездри[16].
- У 1997 році у Німеччині вийшла книга Ренати Ефферн «Триголовий орел: російські гості в Баден-Бадені»[17], присвячена історії Росії. Книга починалась з фрази «прекрасний орел, зображення державного символу Росії, що часто прикрашає палаци і чавунні огорожі, іноді має не дві, а три голови». В подальшій розповіді, триголовий орел стає метафорою, що пояснює, на думку автора, історію Росії, так як голови орла «повернуті не тільки на Схід і на Захід, а і ще в третій, невизначений напрямок». Невдовзі з друку вийшов російський переклад книги[18] і твір отримав певну увагу російських ЗМІ. Так, наприклад, у літературному журналі «Новый мир» у критичній статі було висміяно, те, що деякі палаци у Росії можуть прикрашати триголові орли («де ж таку дефектну державну пташку добуло шановне німецьке краєзнавство?»)[19].
- У трилері К. Каслера і П. Кемпрекоса «Втрачене місто» (2004)[20] один з персонажів має родовий герб, на якому зображено триголовий орел.
- У 2002 році був опублікований фантастичний роман В. І. Свержина «Триголовий орел»[21]. Твір написано у жанрі альтернативної історії і триголовий орел у романі — це «священний символ Русі Заморської».

## У комп'ютерних іграх
- У грі Call of Duty: Modern Warfare 3, в місії «Турбулентність» у літаку російського президента знаходиться герб у вигляді триголового орла, що тримає в одній лапі скімітар, а в другій — стріли.